# Triodia molesta
Triodia molesta är en gräsart som beskrevs av Nancy Tyson Burbidge. Triodia molesta ingår i släktet Triodia och familjen gräs. Inga underarter finns listade i Catalogue of Life.